# NGC 2330
NGC 2330 (również IC 457 lub PGC 20272) – galaktyka eliptyczna (E), znajdująca się w gwiazdozbiorze Rysia. Odkrył ją 2 stycznia 1851 roku Bindon Stoney – asystent Williama Parsonsa. Identyfikacja obiektu NGC 2330 jest niepewna ze względu na niedokładność podanej przez Parsonsa pozycji.